# Ragge Läth
Ragnar "Ragge" Elof Läth, född 23 juni 1904, död 23 september 1975, var en svensk musiker (trumpetare och trombonist) och orkesterledare.
Ragge Läth hör till de verkliga pionjärerna inom svensk jazz. Han var på 1920-talet en av de allra första solisterna i "hot" stil på trumpet. Men han var också en "showman", vilket inte alltid gick hem hos musikerkollegor. En samtida trumpetare som Gösta "Chicken" Törnblad sade till exempel senare om Läth att:
Han hade god ton och var en fin estradpersonlighet, men jag tyckte mindre om honom som stilist, eller "stajlist" som vi sa. Jag tyckte att han spelade för mycket med tanke på publiken. Han körde med flattertunga och sådana där billiga effekter.
Under 1920-talet spelade Läth bland annat med Helge Lindbergs orkester på Kristallsalongen och engelsmannen Dick de Pauw på Grand Hôtel. Med båda dessa gjorde han även grammofoninspelningar, och han medverkar även som trombonist på skivor med Svenska Paramountorkestern 1928. I mitten av 1930-talet återfanns Läth i Sune Lundwalls trumpetsektion bredvid Gösta Törner. 
Läth ledde dock även egna orkestrar och gjorde med dessa skivinspelningar för Homocord (1930–1931), Dixi (1932), Polyphon (1932), Odeon (1932; dessa inspelningar inkluderade även anonyma ackompanjemang av sångaren och komikern Artur Rolén), Kristall (1935) och Sonora (1935). Tillsammans med musikerkollegan Walter Larsson komponerade han foxtroten Dr Swingman.
Ragge Läth var morbror till en annan blivande jazztrumpetare, Rolf Ericson, och såg till att dottersonen som 11-åring fick följa med och höra Louis Armstrong under dennes första Sverigeturné 1933. Ericson har vittnat om att det var detta som fick honom att bestämma sig för att bli trumpetare.
Stilistiskt hade Läth en stor bredd och kunde spela allt från öppet rent spel till "growl". Ett antal av Läths solistinsatser finns återutgivna på LP och CD inom projektet Svensk jazzhistoria.
Han är begravd på Sundbybergs begravningsplats. Läth var far till reklammannen, konstnären och skriftställaren Willy Läth (1936–2017).